# Baku Cup 2013
Il Baku Cup 2013 è stato un torneo femminile di tennis giocato sul cemento. È stata la 4ª edizione del torneo che fa parte della categoria International nell'ambito del WTA Tour 2013. Si è giocato a Baku in Azerbaigian dal 20 al 28 luglio 2013.

## Partecipanti

### Teste di serie
| Nazionalità | Giocatrice         | Ranking* | Testa di serie |
| ----------- | ------------------ | -------- | -------------- |
| Serbia      | Bojana Jovanovski  | 37       | 1              |
| Croazia     | Donna Vekić        | 62       | 2              |
| Sudafrica   | Chanelle Scheepers | 68       | 3              |
| Romania     | Alexandra Cadanțu  | 70       | 4              |
| Rep. Ceca   | Karolína Plíšková  | 73       | 5              |
| Slovenia    | Polona Hercog      | 82       | 6              |
| Ucraina     | Elina Svitolina    | 84       | 7              |
| Serbia      | Vesna Dolonc       | 85       | 8              |

* Ranking al 15 luglio 2013.

### Altre partecipanti
Giocatrici che hanno ricevuto una Wild card:
- Kamilla Farhad
- Ons Jabeur
- Nazrin Jafarova

Giocatrici passate dalle qualificazioni:

- Tereza Martincová
- Magda Linette
- Kateryna Kozlova
- Tetjana Arefyeva
- Oksana Kalašnikova
- Veronika Kapšaj

## Campionesse

### Singolare
Elina Svitolina ha sconfitto in finale  Shahar Peer per 6-4, 6-4.
- È il primo titolo in carriera per la Svitolina.

### Doppio
Iryna Burjačok /  Oksana Kalašnikova hanno sconfitto in finale  Eléni Daniilídou /  Aleksandra Krunić per 4-6, 7–6(3), [10-4].